# 食蚜蝇干尸霉
食蚜蝇干尸霉（学名：Tarichium syrphis）是属于虫霉目虫霉科干尸霉属的一种真菌，以食蚜蝇為寄主，為中国特有種。